# Dubai Women’s Sevens
Dubai Women’s Sevens – oficjalny międzynarodowy turniej żeńskich reprezentacji narodowych w rugby 7 rozgrywany od 2011 roku pod egidą World Rugby wchodzący w skład World Rugby Women’s Sevens Series.

## Informacje ogólne
Wcześniejsze kobiece zawody rozgrywane wraz z męskim Dubai Sevens nie miały oficjalnego charakteru, gdyż nie były usankcjonowane przez IRB, dodatkowo zaś prócz reprezentacji narodowych występowały w nich zespoły klubowe lub zaproszeniowe. Pierwszy oficjalny międzynarodowy turniej, będący jednocześnie pierwszymi w historii żeńskimi zawodami w tej dyscyplinie sportu usankcjonowanymi przez IRB, odbył się w 2011 roku w ramach IRB Women’s Sevens Challenge Cup. W kolejnych latach stał się on natomiast jednym z etapów IRB Women’s Sevens World Series.
W oficjalnych turniejach WSS w edycjach 2012–2019 najwięcej punktów zdobyła Kanadyjka Ghislaine Landry, przyłożeń zaś Nowozelandka Portia Woodman.